# Cerro Concha
Cerro Concha är en ort i Mexiko.   Den ligger i kommunen Santa María Jacatepec och delstaten Oaxaca, i den sydöstra delen av landet, 400 km sydost om huvudstaden Mexico City. Cerro Concha ligger 370 meter över havet och antalet invånare är 535.
Terrängen runt Cerro Concha är lite bergig. Runt Cerro Concha är det ganska glesbefolkat, med 47 invånare per kvadratkilometer. Närmaste större samhälle är San José Chiltepec, 12,8 km norr om Cerro Concha. I omgivningarna runt Cerro Concha växer i huvudsak städsegrön lövskog.